# 2-es busz (Ózd)
Az ózdi 2-es jelzésű autóbuszvonal a Kórház, Bolyok és a (Bolyki Tamás utcai általános iskola /) Ruhagyár között húzódik, amelyet a MÁV Személyszállítási Zrt. üzemeltet.

## Története
A 2-es helyijárat a '80-as években megépült Bolyki főút megépítése után indult el az ózdi Almási Balogh Pál kórház és az Ózdi Ruhagyár között, keresztül Bolyokon, a város legjelentősebb városrészén. Járatainak egy része csak a Bibó István utcai lakótelepig közlekedett és onnan indult.
A vonalcsaládban több autóbuszvonal is helyet foglal. 2A jelzéssel a városi buszállomásról induló járatok közlekednek, míg 2B számozással az ózdi vasútállomásról indítottak járatokat a miskolci vonatokhoz csatlakozva. 2017 júniusáig a Tesco ózdi egységéhez kitéréssel jártak autóbuszok, melyek egy ideig a 2-es és 2A-s buszok számozása alatt, majd kiválva 2T és 2AT jelöléssel közlekedtek az áruházhoz. 2E-s buszként körjáratok közlekedtek a Kórháztól az Autóbusz-állomásig, át Bolyokon érintve a Bolyki Tamás Általános Iskolát – ez később 23-as busszá alakult.
A tengely másik legfőbb elemeként a Hangony irányába található városrész, Szentsimon kiszolgálása történt a 20-as és 20A-s buszokkal (illetve ezeknek is később megszűnő Tesco-járataival, 20T és 20AT).
21-es és 22-es buszként a Március 15. utcán irányultak a járatok, keresztül Ráctag déli részén és a városi strand szegleteiben, mindkettejük a Ruhagyárig közlekedett, eltérő számozás később az induló végállomás és az útvonal tekintetében volt. Később egy kifinomultabb rendszer alakult ki, mely a 12-es/21-es körjáratokat hozta létre az iránytól függően.
Az egykoron 26-os és 26A-s, somsályi buszok közül előbbi szintén somsályi maradt (26A beleolvadt a későbbi 6-osba), de Bolyok feltárásával.

## Útvonala
| Kórház – Ruhagyár | Ruhagyár – Kórház |
| --- | --- |
| Kórház ➝ Bányász utca ➝ Bem utca ➝ József Attila út ➝ Szabó Lőrinc utca ➝ Ív út ➝ Munkás út ➝ Vasvár út ➝ Malom út ➝ Zrínyi Miklós út ➝ Árpád vezér út ➝ Bolyki főút ➝ [Bolyki Tamás utca ➝ Bolyki Tamás utcai általános iskola // Ruhagyár] | Ruhagyár ➝ Bolyki főút ➝ Árpád vezér út ➝ Zrínyi Miklós út ➝ Malom út ➝ Vasvár út ➝ Munkás út ➝ (Autóbusz-állomás ➝) Munkás út ➝ Ív út ➝ 48-as út ➝ Bem utca ➝ Bányász utca ➝ Kórház |

## Közlekedése
Az autóbuszjáratok a hét minden napján közlekednek. Kiegészítő járatokként 2A-s, 20-as, 20A-s, 21-es, 23-as és a 26-os helyijáratok, valamint a helyi közlekedésbe bevont regionális, 4102-es, domaházai járatok vehetőek igénybe.
| Viszonylat                                   | Indításszám     | Közlekedési rend     |
| -------------------------------------------- | --------------- | -------------------- |
| Kórház – Bolyki Tamás utcai általános iskola | 1 oda           | tanítási napokon     |
| Kórház – Ruhagyár                            | 7 oda, 6 vissza | munkanapokon         |
| Kórház – Ruhagyár                            | 3 oda, 1 vissza | szabadnapokon        |
| Kórház – Ruhagyár                            | 2 pár           | munkaszüneti napokon |

### Járművek
A vonalon többnyire csuklós autóbuszok járnak, 2021-ig Ikarus 280, C80 és Volvo 7700A, illetve szóló buszok is közlekedtek. 2021 és 2022 között csak Volvo 7700A buszok ingáztak a vonalon, 2022 nyarán újra megjelent az Ikarus C80, a HNF-497 formájában. 2023-ban a HNF-497-et leselejtezték, azóta általában a KNL-244 és a JAW-728 lelhető fel rajta, de alkalmanként helyközi forgalomban részt vevőek is megfordulnak.

## Megállóhelyei
| 2 (Kórház ◄► Bolyki Tamás u. ált. isk. / Ruhagyár) | 2 (Kórház ◄► Bolyki Tamás u. ált. isk. / Ruhagyár) | 2 (Kórház ◄► Bolyki Tamás u. ált. isk. / Ruhagyár)       | 2 (Kórház ◄► Bolyki Tamás u. ált. isk. / Ruhagyár) | 2 (Kórház ◄► Bolyki Tamás u. ált. isk. / Ruhagyár) | 2 (Kórház ◄► Bolyki Tamás u. ált. isk. / Ruhagyár) | 2 (Kórház ◄► Bolyki Tamás u. ált. isk. / Ruhagyár) | 2 (Kórház ◄► Bolyki Tamás u. ált. isk. / Ruhagyár) |
| Sorszám (↓)                                        | Sorszám (↓)                                        | Megállóhely                                              | Kilométer (↓)                                      | Kilométer (↓)                                      | Perc (↓)                                           | Perc (↓)                                           | Átszállási kapcsolatok |
| -------------------------------------------------- | -------------------------------------------------- | -------------------------------------------------------- | -------------------------------------------------- | -------------------------------------------------- | -------------------------------------------------- | -------------------------------------------------- | --- |
| 0                                                  | 0                                                  | Kórház végállomás                                        | 0.0 km                                             | 0.0 km                                             | 0                                                  | 0                                                  | 1, 4, 8, 12, 20, 21 4101, 4102, 4161 |
| 1                                                  | 1                                                  | Petőfi tér                                               | 0.6 km                                             | 0.6 km                                             | 3                                                  | 3                                                  | 1, 4, 8, 12, 20, 21 3410, 3412, 4101, 4102, 4153, 4154, 4157, 4158, 4160, 4161 |
| 2                                                  | 2                                                  | József Attila út 3. (↓) 48-as út 8. (↑)                  | 0.8 km                                             | 0.8 km                                             | 4                                                  | 4                                                  | 1, 4, 8, 12, 20, 21, 23 4101, 4102, 4158 |
| 3                                                  | 3                                                  | Hotel Ózd                                                | 5                                                  | 5                                                  | 1.3 km                                             | 1.3 km                                             | 1, 4, 8, 12, 20, 21, 23 4101, 4102, 4153, 4158, 4160, 4161 |
| Munkaszüneti napokon 1 járat által érintett.       |                                                    |                                                          |                                                    |                                                    |                                                    |                                                    | |
| ∫                                                  | ∫                                                  | Autóbusz-állomás                                         | ∫                                                  | ∫                                                  | ∫                                                  | ∫                                                  | 1, 2A, 3, 4, 6, 7, 8, 12, 20A, 21, 26, 47, 68, 74, 76, 78 1031, 1034, 1051, 1369, 1384, 1411 3410, 3770, 3773, 4101, 4102, 4104, 4140, 4145, 4147, 4148, 4150, 4151, 4153, 4155, 4157, 4158, 4160, 4161, 4180, 4185, 4186 |
| 4                                                  | 4                                                  | Gyujtó tér                                               | 7                                                  | 7                                                  | 1.8 km                                             | 1.8 km                                             | 2A, 4, 6, 7, 8, 12, 20, 20A, 21, 23, 26, 47, 63, 68, 74, 76, 78 4102 |
| 5                                                  | 5                                                  | Városháztér                                              | 9                                                  | 9                                                  | 2.4 km                                             | 2.4 km                                             | 2A, 6, 12, 20, 20A, 21, 23, 26, 63, 68, 76 1369, 1384 3770, 4102, 4180, 4185, 4186 |
| 6                                                  | 6                                                  | Bolyki elágazás                                          | 10                                                 | 10                                                 | 3.0 km                                             | 3.0 km                                             | 2A, 6, 12, 20, 20A, 21, 23, 26, 63, 68, 76 1031, 1034, 1051, 1369, 1384 3770, 4102, 4180, 4185, 4186 |
| 7                                                  | 7                                                  | Zrínyi Miklós út 5.                                      | 12                                                 | 12                                                 | 3.4 km                                             | 3.4 km                                             | 2A, 12, 20, 20A, 21, 23, 26 1369 3770, 4102, 4186 |
| 8                                                  | 8                                                  | Árpád Vezér Általános Iskola                             | 13                                                 | 13                                                 | 3.8 km                                             | 3.8 km                                             | 2A, 12, 20, 20A, 21, 23, 26 1369 3770, 4102 |
| 9                                                  | 9                                                  | Civil Ház                                                | 14                                                 | 14                                                 | 4.1 km                                             | 4.1 km                                             | 2A, 12, 20, 20A, 21, 23, 26 1369 3770, 4102 |
| 10                                                 | 10                                                 | Strandfürdő                                              | 16                                                 | 16                                                 | 4.4 km                                             | 4.4 km                                             | 2A, 12, 20, 20A, 21, 23, 26 1369 3770, 4102, 4186 |
| 11                                                 | ∫                                                  | Bolyki főút, ABC áruház                                  | 17                                                 | ∫                                                  | 4.9 km                                             | ∫                                                  | 2A, 12, 20, 20A, 21, 23, 26 1369 3770, 4102, 4186 |
| 12                                                 | ∫                                                  | Bolyki főút, Asztalos Kft.                               | 18                                                 | ∫                                                  | 5.2 km                                             | ∫                                                  | 2A, 12, 20, 20A, 21, 23, 26 1369 3770, 4102 |
| ∫                                                  | 11                                                 | Bolyki Tamás utcai általános iskola vonalközi végállomás | ∫                                                  | 18                                                 | ∫                                                  | 5.0 km                                             | 12, 21, 26 |
| 13                                                 | ∫                                                  | Ruhagyár végállomás                                      | 20                                                 | ∫                                                  | 5.7 km                                             | ∫                                                  | 2A, 20, 20A 3770, 4102, 4186 |